# Fitna
Fitna (arab.فتنة) – arabskie słowo posiadające wiele różnych odcieni znaczeniowych, najczęściej używane na oznaczenie trzech wojen wstrząsających muzułmańską ummą w VII i VIII wieku.
W starożytnym języku arabskim fitna to próba ognia, której poddawano rudę złota i srebra, aby uzyskać czysty metal. W Koranie jednak termin fitna nabiera wymiaru duchowego i zaczyna oznaczać próbę jakiej Bóg poddaje wiernego żeby oczyścić jego wiarę. Słowo to jest jednak używane w świętej księdze muzułmanów także w innych znaczeniach. Oznacza ono czasem nieporządek, zamęt, czasami zaś także rozłam, zerwanie więzi łączącej muzułmańską ummę.
W związku z tymi wszystkimi znaczeniami wiązanymi z terminem fitna zastosowano go na oznaczenie trzech wojen, które wstrząsały społecznością muzułmańską w VII i VIII wieku.
Pierwsza fitna – miała miejsce w latach 656–661 i wiązała się z walką o kalifat pomiędzy Ali ibn Abi Talibem oraz Mu'awiją, a także narodzinami sekty charydżytów, której członkowie przeciwstawiali się obu pretendentom do władzy. Ostatecznie Ali został zamordowany przez Charydżytę, na czym skorzystał Mu'awija, który zdobył kalifat.
Druga fitna – miała miejsce w latach 683–692, ale wiązała się z wydarzeniem wcześniejszym, to jest zamordowaniem przez wojska kalifa Jazida syna Alego, Husajna ibn Alego, w bitwie pod Karbalą w 680 roku. Wydarzenie to rozpaliło i tak żywą nienawiść szyitów oraz charydżytów w stosunku do Umajjadów, i po śmierci Jazida wzniecili oni szereg powstań. Zostały one stłumione przez kalifa Abd al-Malika po dziesięciu latach krwawych walk.
Trzecia fitna – miała miejsce w latach 744–751, i była związana z rewoltą rodu Abbasydów, który skupił wokół siebie większość sił opozycyjnych w stosunku do Umajjadów. Bunt zakończył się sukcesem i Abbasydzi przejęli kalifat z rąk Umajjadów.